# اوراگی
اوراگی (به لاتین: Uragi) یک منطقهٔ مسکونی در روسیه است که در شهرستان داخادایفسکی واقع شده‌است.